# Volksbelangen (Kontich)
Volksbelangen was een Belgische lokale politieke partij in Kontich.

## Geschiedenis
De partij ontstond omstreeks 1961 als lokale afdeling van de Volksunie en nam een eerste maal deel aan de gemeenteraadsverkiezingen van 1964. De partij overtuigde 1.477 kiezers (22,8%), goed voor drie zetels in de gemeenteraad. Verkozenen waren Ludo Verbaet, Jef Steurs en Rafaël Dupont. In de aanloop naar de stembusgang van 1970 kwam het tot schermutselingen tussen enerzijds een CVP-militant en anderzijds leden van Volksbelangen. De CVP'er zou daarbij een hersenschudding opgelopen hebben. Aanleiding van het handgemeen zou het aanbrengen van hakenkruisen op Volksbelangen-affiches zijn geweest. Bij de verkiezingen zelf behaalde de partij 2108 stemmen (28,6%)en kon zo haar drie zitjes in de gemeenteraad behouden. Verkozenen waren ditmaal Jef Steurs, Rafaël Dupont en Jozef Tolleneer. In oktober 1972 nam Dupont ontslag uit de gemeenteraad en in januari 1974 ook Tolleneer. Dupont werd daarbij opgevolgd door Edmond Van den Houwe.
Bij de gemeenteraadsverkiezingen van 1976 (de eerste na de fusie met Waarloos) kwam de partij op onder haar nationale naam. Als Volksunie overtuigde ze 23,94% van de Kontichnaars, wat resulteerde in zes verkozenen: Ludo Verbaet, Jef Stuers, Magda Smedts, Gerda Jaeken, Edmond Van den Hauwe en Magda Vanclé. De partij trad vervolgens toe tot de bestuursmeerderheid met CVB, BSP en PVV. Ze kregen daarbij twee schepenmandaten (Stuers en Van den Houwe) toegewezen, alsook de post van OCMW-voorzitter (R. Jaeken). In de aanloop naar de stembusgang van 1982 kwam het tot een breuk binnen de partij. Hierbij kwam Ludo Verbaet met enkele medestanders opnieuw op onder de naam Volksbelangen, naast de reguliere Volksunie-kieslijst. Het nieuwe Volksbelangen overtuigde die verkiezingen 7% van de kiezers, goed voor één verkozene (Verbaet). Hij trad vervolgens toe tot een coalitie met CVP en PVV en werd schepen van Cultuur en Kunstonderwijs. Bij de gemeenteraadsverkiezingen van 1988 kwam de partij niet meer zelfstandig op. Wel stelden Verbaet en drie partijgenoten zich kandidaat op de PVV-kieslijst. De PVV behaalde daarbij een grote overwinning en Verbaet werd opnieuw verkozen. Hij bleef zetelen tot aan zijn dood in 1994.